# S.S.D. Audace Cerignola
SSD Audace Cerignola, thường được gọi là Audace Cerignola hoặc đơn giản là Cerignola, là một câu lạc bộ bóng đá Ý đến từ Cerignola, Apulia.

## Lịch sử
Câu lạc bộ ban đầu được thành lập vào năm 1912 với tên gọi là Gruppo Sportivo Cerignola. Đội chơi Serie C từ 1935 đến 1937, sau đó họ chỉ tham gia các giải đấu nghiệp dư.
Câu lạc bộ đã tự động giải thể vào năm 2013 do vấn đề tài chính, và khởi động lại từ Prima Cargetoria chỉ một năm sau đó. Năm 2017 họ trở lại chơi Serie D, một giải đấu mà họ đã không chơi từ năm 2000.
Năm 2019, Audace Cerignola kết thúc mùa giải ở vị trí thứ hai ấn tượng, sau AZ Picerno; trong các trận playoff sau, họ đã lọt vào trận chung kết, nơi họ đã đánh bại Taranto, do đó đảm bảo một vị trí ưu tiên cho vị trí thi đấu tlại ở Serie C.
Tuy nhiên, do một số vấn đề liên quan đến sân vận động, Liên đoàn bóng đá Ý đã từ chối cho câu lạc bộ thi đấu tại Serie C. Sau khi giành được kháng cáo đầu tiên lên Tòa án Ủy ban Olympic Quốc gia Ý, và FIGC từ chối sự thừa nhận của Audace Cerignola do các kỹ thuật khác liên quan đến sân vận động, vào ngày 5 tháng 8 năm 2019, Tòa án CONI một lần nữa lật lại quyết định của Audace Cerignola quyền tham gia trận đấu 2019-20 Serie C.